# Шејд Гап (Пенсилванија)
Шејд Гап (енгл. Shade Gap) град је у америчкој савезној држави Пенсилванија.

## Демографија
По попису из 2010. године број становника је 105, што је 8 (8,2%) становника више него 2000. године.
| Група             | 2000.      | 2010.       |
| Белци             | 95 (97,9%) | 104 (99,0%) |
| Афроамериканци    | 2 (2,1%)   | 0 (0,0%)    |
| Азијати           | 0 (0,0%)   | 0 (0,0%)    |
| Хиспаноамериканци | 0 (0,0%)   | 0 (0,0%)    |
| Укупно            | 97         | 105         |